# Alejandro Leyva
Alejandro Leyva (* 14. Mai 1980 in Orizaba, Veracruz) ist ein ehemaliger mexikanischer Fußballspieler auf der Position eines Stürmers.

## Laufbahn
Leyva begann seine Profikarriere bei Monarcas Morelia, für die er am 22. September 2001 erstmals in einem Spiel der mexikanischen Primera División bei
Deportivo Toluca (1:3) zum Einsatz kam. Sein erstes Tor in der höchsten mexikanischen Spielklasse gelang Leyva am 8. Mai 2004 zur frühen 1:0-Führung bei den Jaguares de Chiapas, doch wurde die Partie letztendlich 1:2 verloren.
Weil Leyva sich bei den Monarcas nicht dauerhaft durchsetzen konnte, spielte er auf Leihbasis für diverse Zweitligisten sowie den Erstligisten Tiburones Rojos Veracruz, der ihn später auch erwarb und seinerseits mehrmals verlieh.